# Мусака
Мусака (грч. μουσακάς; арап. مسقعة) је традиционално печено јело од поврћа и меса које се претежно припрема на Балкану и на Блиском истоку. На западу се сматра да је мусака изворно грчко јело.
Модерни рецепт за грчку мусаку је двадесетих година двадесетог века осмислио грчки кувар Николаос Целемендес.
Грчка мусака се састоји од четири слоја: први слој чини кромпир, други слој патлиџан динстан у маслиновом уљу, трећи слој је млевено месо динстано са парадајзом и зачинима, а четврти слој је бешамел сос зачињен мушкатним орашчићем. За мусаку се обично користи млевено јунеће, реће јагњеће или свињско месо. Мусака се обично прави у великим правоугаоним плеховима, пече у пећници и служи топла, сечена на коцке.
У Турској се мусаком назива чорбасто јело од патлиџана, парадајза, паприке, бамије, црног и белог лука налик на сатараш или мућкалицу које се служи уз пилав. Турска мусака није слојевита.
Румунска мусака се прави од кромпира, патлиџана или купуса. Наизменично се ређају слојеви поврћа и динстаног меса док се посуда не напуни. Понекад се за завршни слој користе презле, а понекад кришке парадајза и рендани сир. Сложена мусака се налије сосом од парадајза стави у пећницу да се запече. Служи се врућа.
Египатска мусака се прави од наизменичних слојева пржених патлиџана потопљених у парадајз сос и зачињеног јунећег меса. Јело се пече у пећници и може се јести вруће, али се обично остави око један дан да би се развио укус.
Иако је мусака од патлиџана позната и у српској кухињи, у Србији, као и у осталим земљама бивше Југославије, мусака се најчешће прави од кромпира. Мусака од кромпира се састоји од више наизменичних слојева кромпира исеченог на колутове и млевеног меса који се на крају преливају јајима умућеним са павлаком, пече у пећници и служи врућа. Месо може бити јунеће, свињско или мешано.
Српска мусака од патлиџана је битно другачија од грчке. 
Поред мусаке од кромпира и патлиџана балканска кухиња познаје и мусаке и од многих других врста поврћа попут карфиола, свежих или похованих тиквица, спанаћа, бораније, кеља, прокеља, печене паприке, младог виновог лишћа и зелене салате.